# سید علی‌اکبر حسینی سردری
سید علی‌اکبر حسینی سردری (سروری) (۱۳۰۸–۱۳۸۸) روان‌شناس ایرانی بود. او در پنجمین دوره جشنواره فارابی به‌عنوان شخصیت پیشرو برگزیده شد. وی عضو فرهنگستان علوم جمهوری اسلامی ایران و عضو انجمن ایرانی تعلیم و تربیت بوده‌است.

## آثار
- مفحمات الاقرآن فی مبهمات القرآن (ترجمه از زبان عربی)
- تفکر خلاق: هدف غایی تعلیم و تربیت
- پرستاری روانی (ترجمه از زبان انگلیسی)
- اصول ریاضیات در آمار مقدماتی به طریق آموزش برنامه‌ای (ترجمه از زبان انگلیسی)
- بررسی گزینش دانشجو در دانشگاه شیراز
- مباحثی چند پیرامون مبانی تعلیم و تربیت اسلامی
- سیری اجمالی در تاریخ تعلیم و تربیت اسلامی
- مجموعه مقالات نظری تحلیلی
- مجموعه مقالات کاربردی
- تعلیم و تربیت اسلامی
- مبانی، منابع و اصول (۱۳۷۹)
- گلچینی از آموزه‌های تربیتی در زندگی حضرت فاطمه زهرا (س)
- کیمیای ربیّت و ربانیت
- انسان‌شناسی در اسلام، روان‌شناسی کودک و نوجوان
- مجموعه ۵ جلدی دفتر تعلیم و تربیت و…